# 십장생수 이층롱
십장생수이층롱(十長生繡二層籠)은 오동나무로 만들어 올린 2층 장롱으로 각 층은 분리가 가능하며, 제작연대는 18세기∼19세기경으로 추정되고 있다.

## 개요
십장생수이층농(十長生繡二層籠)은 농의 앞면에 십장생 등의 문양이 자수로 놓여진 홍색의 전(氈)을 붙인 이층농이다. 오동나무로 만든 너비 77㎝, 높이 138.5㎝의 2층 장농으로 앞면에는 여러 가지 문양을 수놓은 붉은색 전(氈)을 붙였고 장롱의 네귀퉁이와 이음쇠, 문고리 등은 놋쇠로 만들어 장식하였다.
위층과 아래층에는 같은 문양을 배치하고 장롱의 상단부에는 오동나무를 테로 하여 덩굴무늬를 수놓은 붉은 색의 전을 붙였으며 그 아래 문짝에도 오동나무를 테로 삼아 亞자무늬 안에 구름과 물결무늬 등을 곁들인 십장생을 수놓은 붉은색 전을 붙였다. 하단부 역시 오동나무를 테로 삼아 구름무늬와 물결무늬 등을 곁들인 연꽃무늬를 수놓은 붉은 색 전을 붙였다. 자수는 황색과 녹색,청색의 꼰사를 사용하여 수 넣았다. 장롱 밑에는 상같이 생긴 얕은 받침대가 있어 네귀퉁이에 놋쇠장식을 하였으며 장롱을 옮기기 편하게 양쪽에 놋쇠로 손잡이를 달았다.
오동나무 장롱은 자개장이나 화류장과 같이 화려한 것은 아니지만 조촐하고 단아하여 귀하게 여기던 장롱이었다. 여기에 자수를 곁들여 십장생문 등 우리 조상이 즐겨 사용하던 문양을 예쁘게 전에 수놓아 이를 짜임새 있게 붙여 놓은 점이 돋보이며, 18∼19세기경에 만들어진 것으로 추정된다.

## 참고자료
- 십장생수 이층롱 - 국가유산청 국가유산포털
- 본 문서에는 서울특별시에서 지식공유 프로젝트를 통해 퍼블릭 도메인으로 공개한 저작물을 기초로 작성된 내용이 포함되어 있습니다.